# Meridian (Mississippi)
Meridian is een plaats (city) in de Amerikaanse staat Mississippi, en valt bestuurlijk gezien onder Lauderdale County.

## Highland Park
In Meridian bevindt zich het historische Highland Park. Het is de locatie van een museum ter ere van de countryzanger Jimmie Rodgers (die afkomstig was uit Meridian), en werd in 1979 toegevoegd aan het National Register of Historic Places. In het park is ook de Dentzel Carousel and Shelter Building te vinden, een National Historic Landmark die rond 1896 door Gustav Dentzel uit Philadelphia werd gebouwd. De historische carrousel is de enige nog bestaande Dentzel-draaimolen met twee rijen dierfiguren.

## Demografie
Bij de volkstelling in 2000 werd het aantal inwoners vastgesteld op 39.968.
In 2006 is het aantal inwoners door het United States Census Bureau geschat op 38.200, een daling van 1768 (-4.4%).

## Geografie
Volgens het United States Census Bureau beslaat de plaats een oppervlakte van
118,8 km², waarvan 116,9 km² land en 1,9 km² water.

## Geboren in Meridian (Miss.)
- Jimmie Rodgers (1897-1933), countryzanger
- George Wilson (1942-2023), basketballer
- Chris Ethridge (1947-2012), bassist en lid van The Flying Burrito Brothers
- Fred Phelps (1929-2014), predikant en advocaat (Westboro Baptist Church)
- Diane Ladd (1935), actrice
- Sela Ward (1956), actrice
- Hayley Williams (1988), zangeres van Paramore

## Plaatsen in de nabije omgeving
De onderstaande figuur toont nabijgelegen plaatsen in een straal van 24 km rond Meridian.